# Холивуд или пропаст (филм из 1991)
Холивуд или пропаст је југословенски ТВ филм из 1991. године. Режирао га је Станко Црнобрња, а сценарио је писао Милан Шећеровић.

## Улоге
| Глумац                     | Улога      |
| -------------------------- | ---------- |
| Велимир Бата Живојиновић   | продуцент  |
| Војислав Брајовић          | редитељ    |
| Богдан Диклић              | сценариста |
| Јасмина Ранковић           |            |
| Горан Букилић              |            |
| Драгомир Чумић             |            |
| Зоран Цвијановић           |            |
| Предраг Ејдус              |            |
| Милан Гутовић              |            |
| Дубравко Јовановић         |            |
| Мирјана Карановић          |            |
| Никола Којо                |            |
| Петар Краљ                 |            |
| Бранислав Лечић            |            |
| Татјана Лукјанова          |            |
| Даница Максимовић          |            |
| Предраг Милинковић         |            |
| Владислава Милосављевић    |            |
| Слободан Нинковић          |            |
| Михајло Бата Паскаљевић    |            |
| Злата Петковић             |            |
| Татјана Пујин              |            |
| Ева Рас                    |            |
| Јелисавета Саблић          |            |
| Властимир Ђуза Стојиљковић |            |
| Горан Султановић           |            |
| Ратко Танкосић             |            |
| Весна Тривалић             |            |
| Аљоша Вучковић             |            |
| Ивана Жигон                |            |